# Hyundai i10
La Hyundai i10 è una piccola autovettura prodotta dalla casa automobilistica coreana Hyundai Motor Company dal 2007, di cui nel 2013 ne è stata presentata la seconda serie e nel 2019 la terza. Entrambe le generazioni si basano sul pianale della Kia Picanto del 2004.

## Prima serie (PA; 2007-2013)
La i10 è il secondo modello della gamma Hyundai ad adottare la nuova nomenclatura introdotta dal modello i30. È stata realizzata per andare a sostituire il modello Atos che ha riscontrato un buon successo soprattutto in Europa; la i10 quindi raccoglie alcune principali caratteristiche dell'antenata al fine di replicarne i risultati commerciali. Mantiene lo schema di piccola monovolume, presenta numerose colorazioni per la carrozzeria per andare incontro ad un pubblico giovanile.
Il progetto della i10, identificato dal codice PA, è stato studiato presso il centro di ricerche e sviluppo che la Hyundai possiede in Corea del Sud; l'intento della Hyundai andava oltre la creazione di una semplice erede di un vecchio modello ma si voleva realizzare un'auto completamente nuova dal prezzo contenuto da poter vendere sui principali mercati emergenti e non. Così per telaio viene utilizzato una versione aggiornata del pianale Kia Picanto, rivisto soprattutto all'avantreno per potersi adattare al meglio alla carrozzeria monovolume. L'abitacolo punta sull'abitabilità con una plancia dalle grandi dimensioni che ospita il comando del cambio in posizione elevata. Un'altra novità introdotta per la i10 è stato il propulsore a gasolio destinato soprattutto alla commercializzazione europea.
L'invecchiamento progressivo della gamma Atos (in listino dal 1998 e aggiornata nel 2004) ha provocato anche un calo delle vendite per la Hyundai nel segmento della citycar e ciò ha spinto i tecnici ad una riduzione nei tempi di progettazione e di sviluppo in modo da poter anticipare sia l'inizio della produzione che delle vendite. Non ne è stato presentato alcun prototipo e la i10 viene svelata al pubblico già in veste definitiva al Salone dell'Automobile di Nuova Delhi in India, luogo strategico dove veniva prodotta la Hyundai Atos, per entrare in produzione nel fine 2007 presso l'impianto di Chennai facente parte della divisione Hyundai Motor India Limited. In Europa la presentazione è avvenuta al Motor Show di Bologna e l'auto è stata importata a partire dal 2008 accompagnata da una discreta offerta di motorizzazioni sia diesel che benzina fino al GPL. Inizialmente nello stabilimento di Chennai erano presenti due linee produttive con una capacità di 1.300 autovetture al giorno alle quali se ne aggiunse anche una terza che aumentò i volumi del 40% portando la produzione a 1.800 Hyundai i10 al giorno in modo da poter sostenere le numerose richieste dal Vecchio Continente.
Nei mercati emergenti l'auto riscuote abbastanza successo, si aggiudica l'Indian Car of the Year (ICOTY) 2008 (ovvero Auto dell'Anno in India), in Malaysia è stata premiata come "Miglior Auto per il Popolo" ai VCA Auto Industry Awards 2009. Nel dicembre del 2008 è stata eletta Auto dell'Anno 2009 in Cile, Auto dell'anno in Grecia sempre nel 2009, premiata da Autoweek come "Best Value For Money" nei Paesi Bassi ed eletta "Auto più conveniente" dal periodico Your Style in Polonia.
Nel giugno del 2008 la Hyundai aveva già venduto 184.465 esemplari in tutto il mondo e durante il primo anno di produzione soltanto in Europa la casa è riuscita a vendere oltre 90.000 esemplari. L'ultimo premio, in ordine cronologico, risale all'estate del 2010 quando venne eletta Best City Car dalla rivista inglese AutoExpress.

### Il design
La i10 è lunga 3,57 metri, larga 1,60 e alta 1,54 metri. Data l'economicità del disegno della carrozzeria, reso necessario per tenere bassi i costi di stampaggio e quindi del prezzo di vendita (essendo l'auto principalmente pensata per i mercati emergenti) il profilo estetico della vettura non presenta evidenti originalità stilistiche, gran parte della carrozzeria risulta piatta, priva di giochi di superficie e la personalità estetica emerge quasi unicamente da alcuni particolari. Lo stile è ripreso dal modello i30 caratterizzato da linee tondeggianti e prive di spigoli. Nel frontale è presente la piccola calandra che ospita il logo, la stessa calandra sulle versioni di punta è cromata. Un ampio fascione scuro si trova nel paraurti mentre alle estremità sono stati posizionati i fendinebbia con fasce paracolpi. I gruppi ottici anteriori possiedono una forma simile ad un triangolo ma dagli spigoli smussati. La fiancata presenta come unico elemento distintivo la linea di cintura che risale nel posteriore verso il montante. Infine nel posteriore il portellone presenta una maniglia con cornice cromata. Il passo misura 2,380 metri.

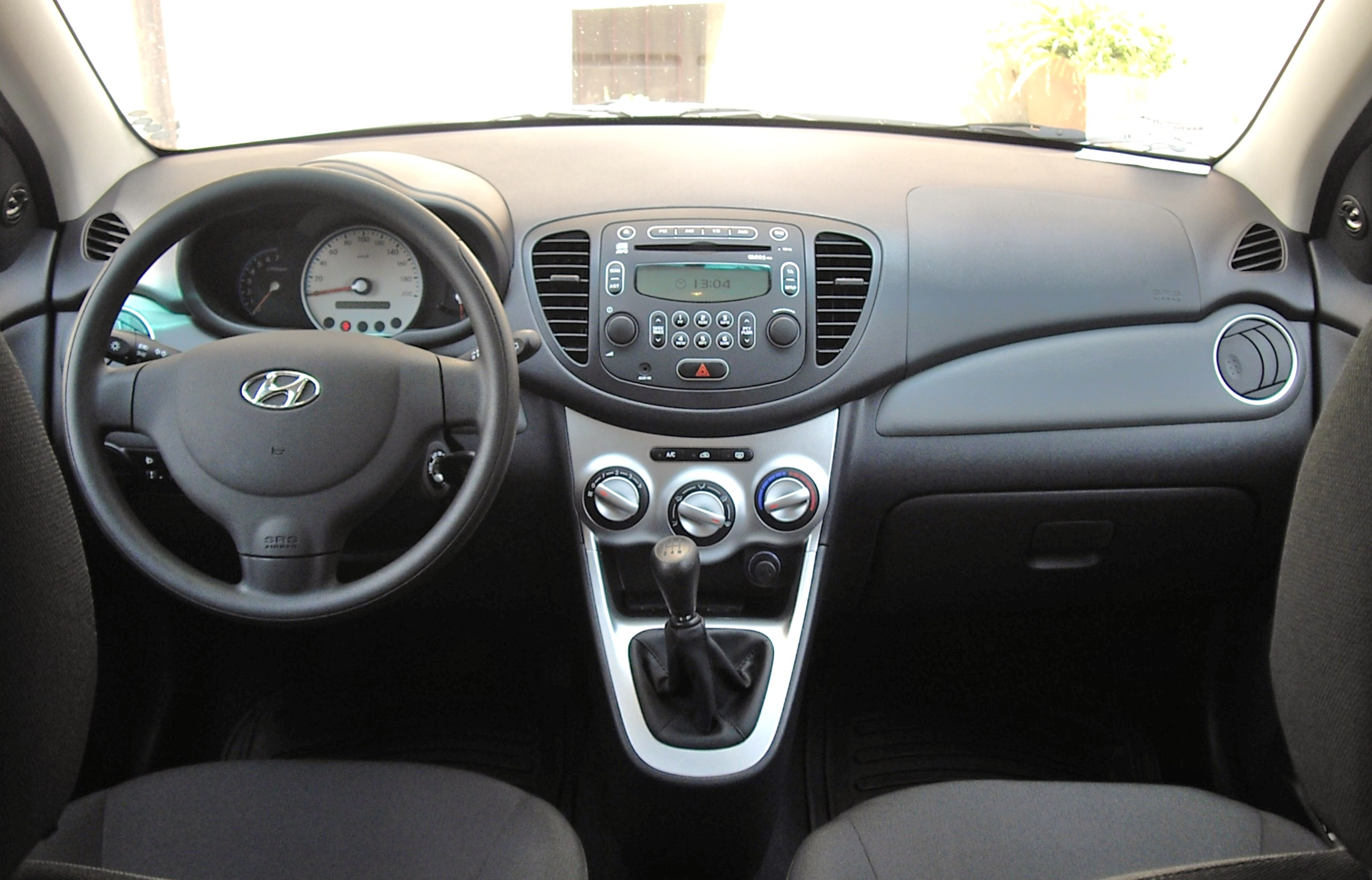
Gli interni della Hyundai i10

L'interno rispetto all'Atos è più spazioso e comodo, ma rimane molto spartano negli assemblaggi e nei materiali; la plancia ha un disegno semplice ma più moderno rispetto al modello precedente ed è caratterizzata da vaste superfici piene e poco elaborate per mantenere bassi i costi di stampaggio. Una linea ad onda separa in due parti il cruscotto, la cui personalità estetica viene perlopiù ricavata con contrasti cromatici. Possiede il comando del cambio in posizione rialzata, il quadro strumenti è a tre quadranti con grafica a sfondo scuro oppure bianco e retroilluminazione verde, nella parte centrale si trova l'impianto di climatizzazione con le bocchette d'aerazione divise dall'autoradio, i comandi del clima e sono posizionati leggermente più in basso. Per il mercato europeo sono disponibili anche le rifiniture in plastica che imitano l'alluminio. Un piccolo schermo del computer di bordo viene integrato dal tachimetro. L'abitacolo è omologato per cinque persone, per il mercato europeo è stata scelta una tapezzeria in tonalità scure, per l'Asia tonalità chiare. Il bagagliaio possiede un volume pari a 225 litri ampliabili fino a 910 con lo schienale del divanetto posteriore ribaltato.
Altre differenze presenti tra le versioni europee e quelle destinate ai mercati emergenti si concentrano nell'abitacolo dove i sedili, nelle i10 destinate ai mercati meno esigenti, presentano i poggiatesta integrati e autoradio non fornito di serie e sostituito da un vano portaoggetti sdoppiato (viene fornita l'installazione a pagamento) mentre esteticamente vengono equipaggiate con cerchi in acciaio dalle dimensioni minori (13" mentre in Europa sono di 14" per le versioni base).

### La dinamica
La i10 viene realizzata sullo stesso telaio di base della Kia Picanto, una struttura compatta che la Hyundai ha in parte rinnovato: è stata irrigidita in modo da poter aumentare la sicurezza in caso d'impatto, inoltre a causa della maggior altezza della carrozzeria (rispetto alla Picanto) anche il baricentro della vettura è più alto quindi gli ingegneri Hyundai hanno apportato alcune modifiche strutturali. La scocca viene realizzata secondo standard minimi europei (indispensabili per la commercializzazione in UE) con acciai alto resistenziali a deformazione programmata, anche le portiere rispettano gli standard: sono dotate di barre d'acciaio anti intrusione e di rinforzi aggiuntivi. La trazione è anteriore con motore in posizione trasversale, le sospensioni anteriori sono a geometria MacPherson con ruote indipendenti e barra stabilizzatrice mentre il retrotreno adotta la soluzione a ruote interconnesse da un ponte torcente e barra stabilizzatrice. Gli ammortizzatori sono a gas e l'impianto frenante sfrutta dei dischi auto ventilati all'avantreno e dei dischi pieni al retrotreno.
Tra i principali dispositivi di sicurezza presenti di serie vi sono: il sistema anti bloccaggio delle ruote motrici (ABS), il ripartitore di frenata (EBD), dispositivo di frenata assistita (BAS), airbag lato guida e lato passeggero disattivabile, sono presenti inoltre i fendinebbia. Le versioni più costose dispongono anche degli airbag laterali e per la testa, controllo elettronico della stabilità (ESP) e della trazione (TCS). Nel 2008 la Hyundai i10 viene sottoposta ai crash test dall'ente Euro NCAP totalizzando il punteggio complessivo di quattro stelle su un massimo di cinque: la monovolume coreana dimostra una maggiore attenzione per la sicurezza soprattutto nella protezione degli adulti, riceve quattro stelle (su cinque) anche nella protezione dei bambini e tre stelle (su quattro) nell'investimento pedoni.

### Restyling 2010

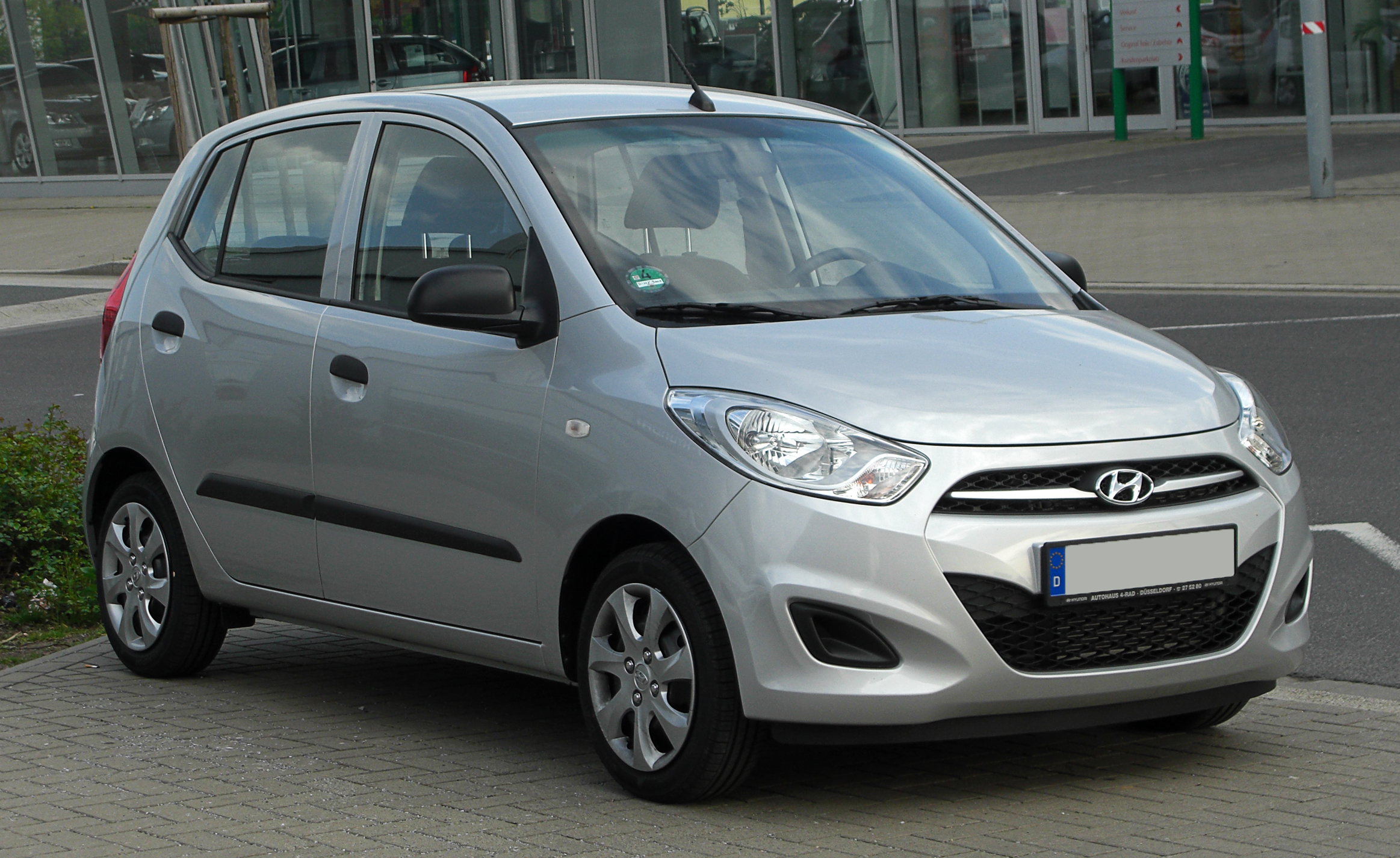
Il facelift della Hyundai i10

Nel settembre 2010 la Hyundai introduce un restyling per la i10 che vede modifiche soprattutto al frontale della vettura con l'adozione della nuova calandra esagonale ispirata al linguaggio stilistico Fluidic Sculpture già adottato dai modelli più grandi com le i30, i40, ix35. Il logo della casa viene spostato nella calandra, i modelli di punta introducono i retrovisori con gli indicatori di direzione inglobati. Al posteriore ridisegnato il paraurti e i fanali. Anche gli interni vengono rinnovati con il nuovo quadro comandi ingloba uno computer di bordo più grande con luci a LED e vengono aggiunti i comandi al volante per le versioni dotate di Bluetooth. Vengono proposti nuovi tessuti interni in colore rosso e nero e anche nuovi cerchi in lega da 14" e copricerchi.

### Prototipi derivati dalla i10

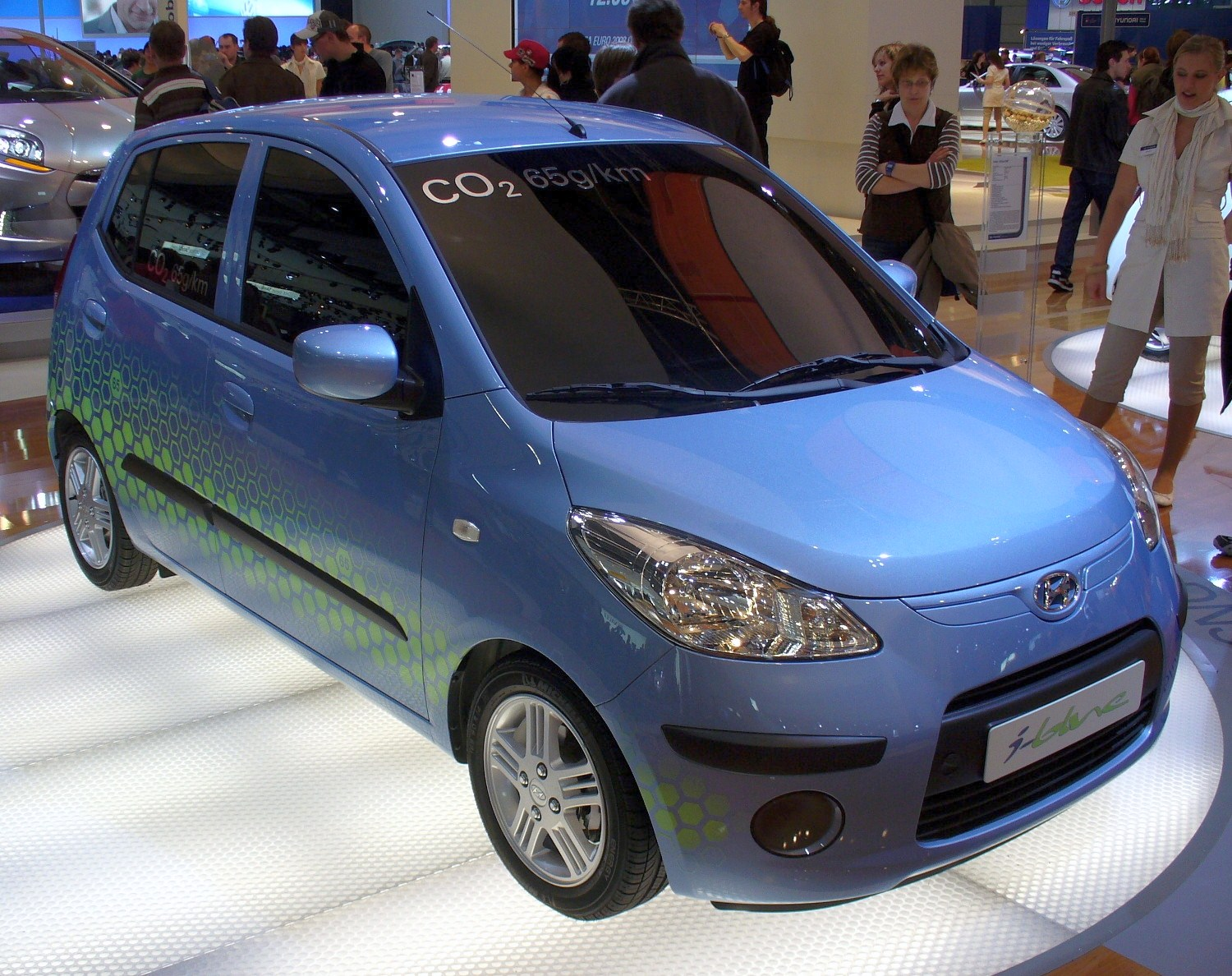
La Hyundai i10 i-Blue esposta a Ginevra

Dalla i10 sono stati ricavati alcuni prototipi presentati nei principali saloni internazionali: la prima in ordine cronologico è stata la Hyundai i10 i-Blue realizzata per il Salone di Ginevra edizione 2009 che ha anticipato la futura gamma ecologica BlueDrive caratterizzata da motori piccoli e parchi nei consumi con emissioni inquinanti limitate: infatti questa speciale i10 veniva caratterizzata da un motore tre cilindri di soli 800 cm³ dotato di turbocompressore, funzionante sia a benzina che a metano, capace di erogare 98 cavalli (72 kW) e di emettere 65 grammi di anidride carbonica al chilometro nel ciclo misto. Esteticamente si differenziava per l'aerodinamica accurata con calandra chiusa e verniciata di blu (lo stesso colore della carrozzeria) con aerografie di colore verde in stile nido d'ape. Secondo la casa il motore 800 tricilindrico equipaggerà alcuni modelli futuri.
Al Salone di Francoforte 2009 viene presentata la i10 Electric ovvero la versione equipaggiata con un motore elettrico capace di 49 kW e 210 N·m di coppia massima abbinata ad accumulatori litio-polimeri con autonomia di 160 km. La i10 Electric è in grado di raggiungere la velocità massima di 128 km/h e di scattare da 0 a 100 km/h in 15 secondi. La produzione in serie non è prevista ma alcuni esemplari saranno forniti ad enti pubblici della Corea del Sud. Le batterie sono state sviluppate dalla coreana LG. Il progetto della i10 Electric ha subito alcune modifiche sia a livello estetico che tecnico e nel 2010 è stata presentata la nuova versione chiamata Hyundai BlueOn.
Inoltre nell'estate 2010 la Hyundai ha allestito due i10 per i mondiali di calcio: gli esemplari presentavano numerose soluzioni da show car come la carrozzeria rivestita con erbetta sintetica come i campi di calcio, cerchi in lega ispirati ai palloni da calcio, al posto dei gusci dei retrovisori sono state applicate delle scarpe da football, porta con rete imbullonata sul cofano e interni in pelle con varie soluzioni ispirate sempre al mondo del pallone. Le due i10 sono state protagoniste di alcune manifestazioni in veste di sponsor ufficiale; al termine di ciò uno dei due esemplari è stato messa all'asta per beneficenza.

### Motorizzazioni
La gamma motori si compone di tre propulsori, due alimentati a benzina disponibili anche in versione BlueDrive (ribattezzata nel 2013 Econext) a doppia alimentazione benzina e gas GPL e un turbodiesel. Il motore benzina d'accesso è il 1.1 quattro cilindri facente parte della famiglia motoristica Hyundai Epsilon: si tratta dell'ultima evoluzione denominata iRDE di questo 1.1 già utilizzato in passato dalla Atos e dalla Getz. La sigla iRDE è acronimo di intelligent Responsive Drive Engine e viene utilizzata per indicare le principali caratteristiche che già sulla Atos lo hanno reso affidabile e parco nei consumi: utilizza l'iniezione elettronica Bosch, distribuzione a tre valvole per cilindro (12 valvole totali) e nel cofano della i10 eroga 66 cavalli di potenza massima per una coppia motrice pari a 99 N·m a 2.800 giri al minuto. Omologato Euro 4 viene accoppiato ad un cambio manuale a cinque rapporti oppure ad un cambio automatico a quattro rapporti. Il 1.1 12V Epsilon è disponibile anche in doppia alimentazione BlueDrive (ribattezzata Econext nel 2013) a GPL. Nella versione a cambio automatico a 4 rapporti i consumi peggiorano sensibilmente. Successivamente il motore viene aggiornato per rispettare la normativa Euro 5.
Il secondo motore a benzina disponibile è il 1.2 16V facente parte della famiglia motoristica Hyundai Kappa: si tratta di un motore di nuova concezione prodotto in India e sviluppato appositamente per i modelli compatti del gruppo Hyundai-Kia Automotive. Sfrutta una architettura meccanica con doppio albero a camme in testa, blocco e testata in alluminio, il peso è contenuto in 82,4 kg. Quattro valvole per cilindro e iniezione elettronica multipoint Bosh, la cilindrata è di 1.248 cm³ ed eroga la potenza massima di 78 cavalli a 6.000 giri al minuto, la coppia massima è di 118 N·m a 4.000 giri al minuto. Il motore 1.2 Kappa è disponibile solo con trasmissione manuale a cinque rapporti, è omologato Euro 4 e viene prodotto dal 2009 anche in versione BlueDrive a doppia alimentazione a gas. Per il mercato indiano la Hyundai ha sviluppato una versione specifica di questo 1.2 dalla cilindrata ridotta a 1.197 cm³, potenza massima di 80 cavalli e consumi leggermente più bassi inoltre il 1.2 Kappa versione indiana è già conforme alla normativa Euro 5.
Il propulsore diesel fa parte della famiglia motoristica U-Line: si tratta del tre cilindri 1.1 CRDI common rail con turbina a geometria variabile (VGT) che già equipaggiava la Kia Picanto. La distribuzione è a quattro valvole per cilindro (12 valvole totali), doppio albero a camme in testa, blocco cilindri in ghisa e testa in alluminio. Eroga 75 cavalli a 4.000 giri al minuto con coppia massima di 153 N·m a 1.900 giri al minuto. Viene omologato Euro 4 ed è abbinato al cambio manuale a cinque rapporti. Il filtro antiparticolato non è disponibile. In seguito allo scarso successo, questa variante diesel viene ritirata dal mercato italiano con l'introduzione del restyling nel fine 2010.
Nel 2011 la gamma motori viene rinnovata, entra in listino il nuovo motore 1.0 Kappa a tre cilindri che non sostituisce il precedente 1.1 Epsilon quattro cilindri ma va ad affiancarlo; il nuovo 1.0 eroga 69 cavalli, possiede blocco e tastata in alluminio, quattro valvole per cilindro (12 valvole totali) e iniezione elettronica Bosch multipoint. È abbinato al cambio manuale a cinque rapporti e al sistema ISG (Start&Stop). In contemporanea debutta anche il motore 1.1 potenziato a 69 cavalli e riomologato Euro 5.
Nel 2012 la i10 con il motore 1.2 a quattro cilindri (a causa delle scarse richieste) non viene importata più in Italia, mentre dall'inizio del 2013, il 1.0 a benzina, sempre in Italia, non viene più importato, sostituito dal 1.1 (unico motore in listino fino al 2013, fino alla fine della produzione) proposto anche con alimentazione bifuel a GPL (in un primo momento denominata BlueDrive, dal maggio 2013 ribattezzata Econext).
| Modello                                                     | Disponibilità       | Motore                           | Cilindrata (cm³) | Potenza kW (CV) | Coppia massima N·m/rpm | Emissioni CO2 (g/km) | 0–100 km/h (secondi) | Velocità max (km/h) | Consumo medio (km/l) |
| 1.0 12V Bluedrive manuale                                   | dal 2011 al 2013    | 3 cilindri in linea, Benzina     | 998              | 50 (69)         | 95/6200                | 99                   | 14,8                 | 149                 | 23,8                 |
| 1.1 12V Epsilon manuale                                     | dal debutto al 2011 | 3 cilindri in linea, Benzina     | 1.086            | 48 (66)         | 99/2800                | 119                  | 15,6                 | 151                 | 20                   |
| 1.1 12V Epsilon manuale                                     | dal 2011            | 3 cilindri in linea, Benzina     | 1.086            | 50,8 (69)       | 99/2800                | 110                  | 15,6                 | 151                 | 21,27                |
| 1.1 12V Epsilon BlueDrive manuale                           | dal 2008 al 2011    | 3 cilindri in linea, Benzina-GPL | 1.086            | 48 (66)         | 99/2800                | 115                  | 15,6                 | 148                 | 13,9                 |
| 1.1 12V Epsilon BlueDrive (dal maggio 2013 Econext) manuale | dal 2011            | 3 cilindri in linea, Benzina-GPL | 1.086            | 50,5 (69)       | 97/4500                | 109                  | 15,6                 | 148                 | 14,49                |
| 1.1 12V Epsilon automatica                                  | dal debutto         | 3 e 4 cilindri in linea, Benzina | 1.086            | 48 (66)         | 99/2800                | 139                  | 18,5                 | 142                 | 17,0                 |
| 1.2 16V Kappa manuale                                       | dal 2008 al 2011    | 3 e 4 cilindri in linea, Benzina | 1.248            | 57 (78)         | 117/4000               | 119 (124 Dynamic)    | 12,8                 | 164                 | 20,0 (19,2 Dynamic)  |
| 1.2 16V Kappa-2 manuale                                     | dal 2011 al 2012    | 3 e 4 cilindri in linea, Benzina | 1.248            | 62 (85)         | 121/4000               | 114 (129 Premium)    | 12,2                 | 169                 | 20,0 (19,2 Premium)  |
| 1.2 16V Kappa BlueDrive manuale                             | dal 2009 al 2012    | 4 cilindri in linea, Benzina-GPL | 1.248            | 57 (78)         | 117/4000               | 118                  | 12,8                 | 162                 | 13,7                 |
| 1.1 CRDI 12V VGT manuale                                    | dal debutto al 2011 | 3 cilindri in linea, Diesel      | 1.120            | 55 (75)         | 153/1900               | 114                  | 15,8                 | 163                 | 23,3                 |

## Seconda serie (IA; 2013-2019)

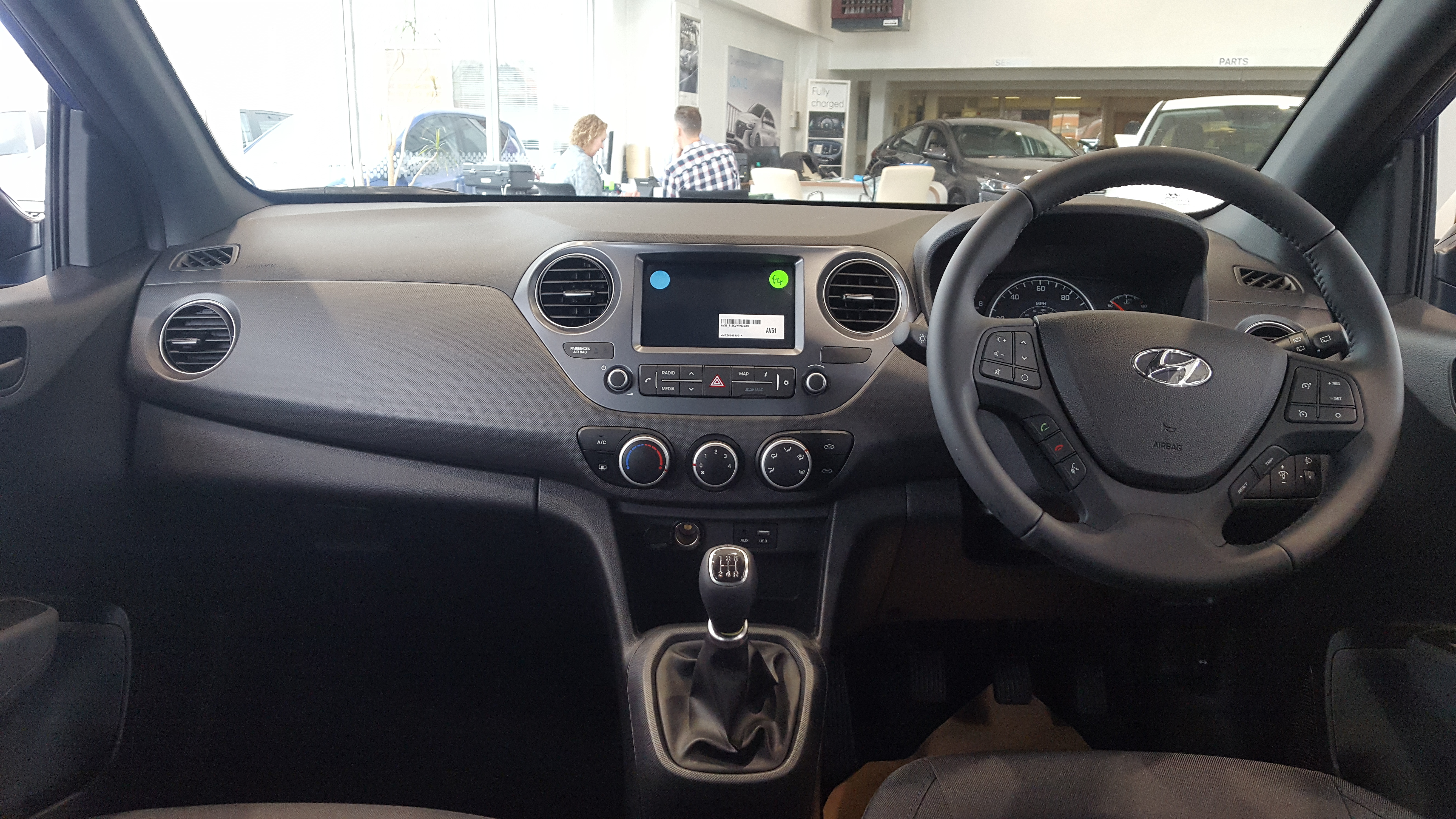
Interni

Al salone dell'automobile di Francoforte del 2013 è stata presentata la nuova generazione, la cui produzione europea è iniziata poco dopo a İzmit in Turchia. La commercializzazione ha avuto inizio nel 2014.
Rispetto alla prima versione gli ingombri di lunghezza e larghezza sono leggermente aumentati mentre è leggermente diminuita l'altezza.
Le motorizzazioni, sia benzina sia diesel, restano le stesse della serie precedente come cilindrata, ma i motori sono aggiornati. Sempre presenti le unità a tre cilindri, nella versione G3LA a benzina, aspirato, fornito anche nella variante L3LA alimentata a benzina/GPL e B3LA  che permette l'alimentazione a biofuel. 
Nel 2014 ne viene realizzata la versione Sport per il solo mercato tedesco in 300 esemplari. Tale modello era costituito da un nuovo body kit aerodinamico sportivo, cerchi in lega da 17", assetto ribassato e decalcomanie dedicate.
Sotto il punto di vista della sicurezza automobilistica anche la seconda serie è stata sottoposta alle prove d'impatto dell'Euro NCAP, ottenendo il risultato di 4 stelle come per la prima generazione.

### Motorizzazioni
| Modello                | Disponibilità     | Motore                           | Cilindrata (cm³) | Potenza kW (CV) | Coppia massima N·m/rpm | Emissioni CO2 (g/km) | 0–100 km/h (secondi) | Velocità max (km/h) | Consumo medio (l/100 km) |
| 1.0 versione B.A., I.A | 11/2013 - 08/2018 | 3 cilindri in linea, Benzina     | 998              | 50 (69)         | 95/3500                | 108                  | 14,9                 | 155                 | 4,7                      |
| 1.0                    | 08/2018 - 12/2019 | 3 cilindri in linea, Benzina     | 998              | 49 (67)         | 95/3500                | 117                  | 14,9                 | 156                 | 5,1                      |
| blu 1.0                | 11/2013 - 08/2018 | 3 cilindri in linea, Benzina     | 1.086            | 49 (67)         | 95/3500                | 106                  | 14,9                 | 155                 | 4,6                      |
| blu 1.0                | 08/2018 - 12/2019 | 3 cilindri in linea, Benzina     | 1.086            | 49 (67)         | 95/3500                | 113                  | 14,9                 | 156                 | 4,9                      |
| 1.0 GPL                | 11/2013 - 08/2018 | 3 cilindri in linea, Benzina-GPL | 1.086            | 49 (67)         | 95/3500                | 104                  | 15,2                 | 150                 | 6,5                      |
| 1.2                    | 08/2018 - 12/2019 | 4 cilindri in linea, Benzina     | 1.248            | 64 (87)         | 121/4000               | 114-125              | 12,3                 | 175                 | 4,9-5,5                  |

## Terza serie (AC3; dal 2019)

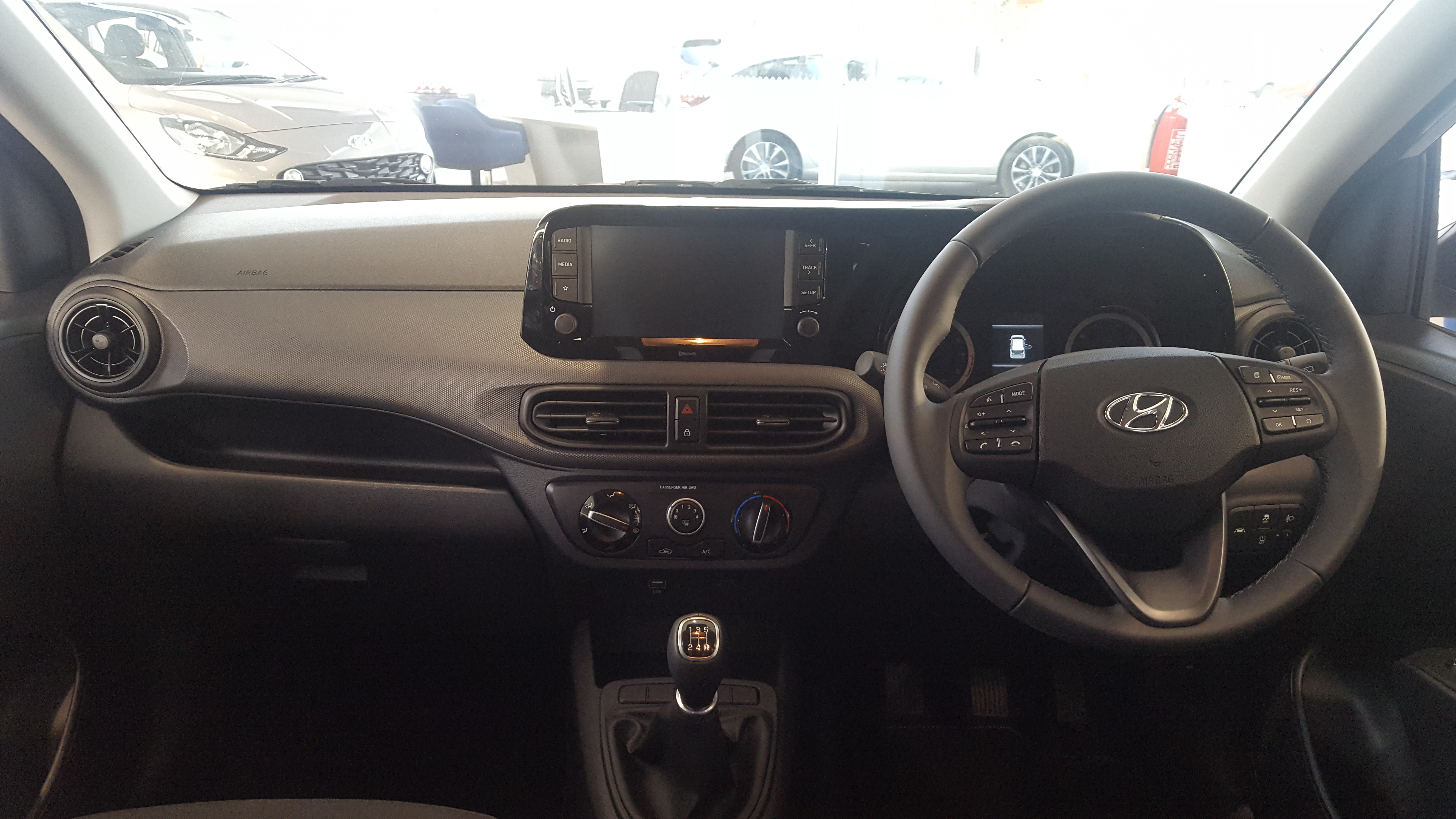
Interni

La Hyundai ha presentato la terza generazione della i10 al salone di Francoforte nell'autunno 2019, con le vendite che sono iniziate da dicembre 2019. I primi modelli sono stati consegnati a febbraio 2020.
Rispetto al modello precedente, le dimensioni sono aumentate ed è disponibile solo con carrozzeria a cinque porte. La terza generazione della i10 è disponibile in cinque varianti: Pure, Select, Trend, Style e N Line. Quest'ultimo è disponibile solo con la motorizzazione più potente.
Alla fine del 2020, la i10 è stata testata dall'Euro NCAP, ricevendo solo tre stelle su cinque.
Nel 2023 è stato presentato un restyling estetico per la parte frontale con nuovi fari, mentre a bordo viene montato display LCD da 4,2 pollici di serie nel quadro strumenti.

### Motorizzazioni
| Modello   | Disponibilità     | Motore                       | Cilindrata (cm³) | Potenza kW (CV) | Coppia massima N·m/rpm | Emissioni CO2 (g/km) | 0–100 km/h (secondi) | Velocità max (km/h) | Consumo medio (l/100 km) |
| 1.0MPi    | 12/2019 - 09/2020 | 3 cilindri in linea, Benzina | 998              | 49 (67)         | 96/3750                | 104-109              | 14,6–16,6            | 147-156             | 4,5-4,8                  |
| 1.0MPi    | dal 09/2020       | 3 cilindri in linea, Benzina | 998              | 49 (67)         | 96/3750                | 97-109               | 14,6–16,6            | 147-156             | 4,2-4,8                  |
| 1.0 T-GDI | dal 06/2020       | 3 cilindri in linea, Benzina | 998              | 74 (100)        | 172/1500-4000          | 105                  | 10.5                 | 185                 | 4,8                      |
| 1.2MPi    | 12/2019 - 09/2020 | 4 cilindri in linea, Benzina | 1.197            | 62 (84)         | 118/4200               | 113                  | 12,6                 | 171                 | 4,9                      |
| 1.2MPi    | dal 09/2020       | 4 cilindri in linea, Benzina | 1.197            | 62 (84)         | 118/4200               | 105-113              | 12,6                 | 171                 | 4,6-4,9                  |